# مارك ماير
مارك ماير (بالإنجليزية: Mark Meyer)‏ هو سياسي أمريكي، ولد في 3 سبتمبر 1963. انتخب عضو جمعية ولاية ويسكونسن وانتخب عضو مجلس ولاية ويسكونسن.